# 鬼裔
是一部由尼古拉斯·麦卡锡執導、傑夫·布勒撰寫劇本的2019年美國恐怖電影。此電影由泰勒·席林、傑克森·羅伯·史考特和科鲁姆·费奥瑞主演。故事環繞著一個孩子會做出令人不安的行為，這表明一个惡靈，有可能是超自然物體已經控制了他，迫使他的父母调查這些事件是否牵涉到邪恶的力量。
《鬼裔》於2019年2月8日，由獵戶座影業在美國發行。此電影的票房累積超過2100萬美元，受到了來自評論家不同的評價。他們讚賞電影演員出色的表演與氛圍，但是批評電影的對話與故事。

## 外部連結
- 互联网电影数据库（IMDb）上《鬼裔》的资料（英文）
- 爛番茄上《The Prodigy》的資料（英文）